# Bruno Paolinelli
Bruno Paolinelli (Roma, 1923 – Roccabruna-Capo Martino, 16 settembre 1991) è stato un regista, sceneggiatore e produttore cinematografico italiano.

## Biografia
Nei primi anni '40 entra nel mondo del cinema come aiuto operatore, sceneggiatore e aiuto regista accanto a Tofano, Pabst, Fabrizi, e Giuseppe Amato. Nel 1954 produce il primo film La Luciana, per dirigere la prima pellicola I pappagalli del 1955, per interessarsi anche di film d'animazione producendo Putiferio va alla guerra, di Gavioli.
Muore in Francia nel 1991.

## Filmografia
- I pappagalli (1955)
- Tunisi top secret (1959)
- Legge di guerra (1961)
- La suora giovane (1964)
- OSS 77 - Operazione fior di loto (1965)
- Borman (1966)
- Il colpaccio (1976)